# Jasikovac (Teočak, BiH)
Jasikovac je naseljeno mjesto entitetskom linijom podijeljeno između općine Teočak, Federacija Bosne i Hercegovine i Ugljevik, Republika Srpska, BiH.

## Povijest
Do potpisivanja Daytonskog sporazuma, Jasikovac se u cjelini nalazio u sastavu općine Ugljevik.

## Stanovništvo
| Jasikovac          |                |                |                |
| godina popisa      | 1991.          | 1981.          | 1971.          |
| Muslimani          | 1.109 (99,19%) | 1.149 (74,36%) | 1.209 (76,76%) |
| Hrvati             | 1 (0,08%)      | 0              | 23 (1,46%)     |
| Srbi               | 0              | 0              | 10 (0,63%)     |
| Jugoslaveni        | 0              | 10 (0,64%)     | 0              |
| ostali i nepoznato | 8 (0,71%)      | 386 (24,98%)   | 333 (21,14%)   |
| ukupno             | 1.118          | 1.545          | 1.575          |

Na popisu 1991. godine iz sastava naseljenog mjesta Jasikovac izdvojeno je samostalno naseljeno mjesto Jasenje.